# Bob Mullens
Robert Joseph Mullens, detto Bob (Brooklyn, 1º novembre 1922 – Staten Island, 24 luglio 1989), è stato un cestista statunitense, professionista nella BAA e nella ABL.